# Лісний (Ірбітський міський округ)
Лісни́й (рос. Лесной) — селище у складі Ірбітського міського округу Свердловської області.
Населення — 127 осіб (2010, 143 у 2002).
Національний склад населення станом на 2002 рік: росіяни — 91 %.
Стара назва — Участок совхоза Откормочний.